# Rio Preto Esporte Clube
El Rio Preto Esporte Clube, conegut com a Rio Preto, és un club de futebol brasiler de la ciutat de São José do Rio Preto, a l'estat de São Paulo. Els seus colors són verd i blanc.

## Història
El club fou fundat en 1919 per un grup de vuit persones en la ciutat, seus primers anys fou disputant amistosos i competicions de la regió. El 1948, competeix en la serie A2, primera vegada en una competició professional. Seu primer títol fou en 1963, quan guanya la serie A3, tercera categoria del futbol paulista. En 2007, el Rio Preto ascendeix a primera divisió per primera vegada i descenseix el any següent. Actualment disputeix el Campionat paulista série A3, alternant entre divisions.
Seu rival principal és el América, de la mesma ciutat, on realitza el Derby Riopretense, més a l'inici del club, rivalitzava amb el Palestra, club que actualment competeix en competicions amateurs. El club tenia una secció de futbol femení que fou campió del campionat brasiler el 2015, més degut a manca de fons, va desativar la secció el 2019.
El club mana seus jocs a l'estadi Anísio Haddad, inaugurat a 1968, amb a capacitat per a 19.000 persones.

## Palmarès
- 2 Campionat paulista série A3: 1963 i 1999
- 1 Campionat brasiler femení: 2015